# Huludao
Huludao (chinesisch 葫芦岛市, Pinyin Húlúdǎo Shì) ist eine bezirksfreie Stadt in der nordostchinesischen Provinz Liaoning. Sie hat 2.434.194 Einwohner (Stand: Zensus 2020) auf einer Fläche von 10.415 km².
Die Stadt wurde am 1. Januar 1990 als Jinxi neu gebildet und 1994 in Huludao umbenannt.

## Administrative Gliederung
Auf Kreisebene setzt sich die bezirksfreie Stadt aus drei Stadtbezirken, einer kreisfreien Stadt und zwei Kreisen zusammen. Diese sind (Stand: Zensus 2020):
- Stadtbezirk Longgang (龙港区, Lónggǎng Qū), 190 km², 294.250 Einwohner;
- Stadtbezirk Lianshan (连山区, Liánshān Qū), 1.173 km², 468.110 Einwohner;
- Stadtbezirk Nanpiao (南票区, Nánpiào Qū), 1.003 km², 182.135 Einwohner;
- Kreisfreie Stadt Xingcheng (兴城市, Xīngchéng Shì), 2.135 km², 490.300 Einwohner;
- Kreis Suizhong (绥中县, Suízhōng Xiàn), 2.906 km², 545.963 Einwohner;
- Kreis Jianchang (建昌县, Jiànchāng Xiàn), 3.175 km², 453.436 Einwohner.

## Geographie und Klima
Huludao unterliegt einem kontinentalen Monsunklima. Die Niederschlagsmenge beträgt etwa 550 bis 650 mm pro Jahr. Die Temperaturen entsprechen mitteleuropäischen Klima. Es hat im Schnitt etwa 2700 Stunden Sonnenschein.

## Wirtschaft
An Ressourcen werden Molybdän, Zink, Eisen, Erdöl und Erdgas verwertet. Es gibt reichen Obstbau und Fischerei. Auf Grund der vielen historischen Güter und auch der Vielzahl an Sandstränden gibt es einigen Tourismus in Huludao.
In Huludao gibt es eine große Werft. Dort wurden und werden auch alle Atom-U-Boote der Typen 091, 092, 093 und 094 gebaut. Auch deshalb war Huludao bis 1996 für Ausländer gesperrt. Die Hamburger Reederei F.H.Bertling erteilte den Auftrag zum Bau von 4 Schiffen. Das waren die ersten zivilen und gleichzeitig für den Export bestimmten Schiffe auf dieser Werft.

## Geschichte
Ein Teil der Chinesischen Mauer verläuft im Gebiet der Gemeinde Lijiabao (李家堡乡) durch den Kreis Suizhong und endet dann am Shanhai-Pass bei Shanhaiguan am Meer. Bei Jiumenkou, wo sie einen Fluss überquert, findet man die einzige Stelle der Mauer, die durch Wasser führt. Dieser Ort war in der Geschichte häufiger Ort für Gefechte.